# A Horatiusok és a Curiatiusok
A Horatiusok és a Curiatiusok (Gli Orazi e i Curiazi) Domenico Cimarosa 1796-ban, Velencében bemutatott kétfelvonásos operája, amelynek a szövegét Antonio Simeone Sogravi írta.

## Az opera keletkezése
A zenemű témáját Pierre Corneille azonos című tragédiája adta, ebből írta Sogravi a szövegkönyvet. A történet a magánélet és a közösségi érzések, tettek konfliktusát, a centralizált hatalom és a demokrácia ellentmondásait dolgozza fel. Ezért Corneille drámáját és Cimarosa operáját is a republikánus drámák ősének lehet tekinteni. Cimarosa a darab komponálása során felgyűlt érzelmei vezethettek oda, hogy ezután megírjon egy, a nápolyi köztársaságot éltető himnuszt Luigi Rossi versére. Emiatt börtönbe került, még halálra is ítélték, és csak sokak közbenjárására kapott kegyelmet.

## Szereplők
| Szereplő                                 | Hangfekvés   |
| ---------------------------------------- | ------------ |
| Curiatius, nemzetsége vezetője           | szoprán      |
| Sabina, a testvére                       | szoprán      |
| Publius Horatius, a Horatius család feje | tenor        |
| Marcus Horatius, a fia                   | tenor        |
| Horatia, a lánya                         | mezzoszoprán |
| Főpap                                    | basszus      |
| Augur, jós                               | basszus      |

- Történik: Rómában, Tullius Hostilius király uralkodása idején.
- Helyszín: I. felvonás: a Janus-templom előcsarnoka; II. felvonás, 1. kép: Mars-mező, 2. kép: Róma főtere.
- Zenekar: közepes együttes.
- Kórus: közepes együttes.
- Időtartam: körülbelül 135 perc.

## Cselekmény
|  | Alább a cselekmény részletei következnek! |

### Első felvonás
Alba Longa és Róma háborúra készül egymás ellen. A Curiatus család Alba Longa-i, míg a Hoartiusok Rómából valók. A két család eddig jó viszonyban volt egymással, kapcsolatukat keresztbeházasodások is erősítették. A Curiatius Sabina például Marcus Horatius felesége volt, Horatia és Curiatius házasságára pedig éppen most készül a két család. Ebben a helyzetben érkezik a hír: a két király megegyezett, hogy nagy általános háború helyett a két oldalról kijelölnek három-három személyt, és az ő párviadaluk dönti el a háborút. A hír tragikus, mert a három kiválasztott éppen a két családból kerül ki, köztük Marcus és Curiatius. A két család hölgytagjainak pedig saját családjuk győzelméért kell imádkozniuk, ami azt jelenti, hogy Sabinának és Horatiának is a kedvesük ellen kellene fohászkodniuk. A főpaphoz fordulnak segítségért, ám a papi tanács úgy foglal állást, hogy ilyen esetekben nem számít a rokoni kapcsolat.

### Második felvonás
A Mars-mezőn az asszonyok elbúcsúznak a harcra kijelölt férjeiktől, és elkezdődik a küzdelem. A viadal első részében a Curiatiusok a sikeresebbek, már két Horatius is elesett. Horatia fájdalmában otthonába tér. A viadal további részében azonban fordul a szerencse, Marcus, az egyetlen életben maradt Horatius, legyőzi mindhárom Curiatius családbeli ellenfelét. A győztest ünnepélyes körülmények között fogadják Róma főterén. Horatia örömmel üdvözölné bátyját, amikor észreveszi halott férjét. Elkeseredésében a tömeg előtt az istenek büntetését kéri Rómára, de ekkor az odalépő Horatius halálra sújtja a kardjával.
|  | Itt a vége a cselekmény részletezésének! |

## Az opera színpadra állítása
Az opera ősbemutatója 1796. december 26-án volt a velencei Teatro la Fenicében. Az 1820-as évekig vannak adatok további színre állításáról, de ezt követően már nem játszották (feltehetően Mercadante azonos című darabjának nagyobb sikere miatt). Cimarosa egyébként is elsősorban vígoperái révén vált ismertté és népszerűvé már korában is, komoly operái (ennek műfaji megjelölése azione tragica, azaz tragikus zenemű) közül egyik sem aratott átütő sikert.

## A zene
Az opera kottája elveszett (esetleg lappang), a fennmaradt jegyzetek alapján Mario Panunzi állította helyre, illetve hozta játszható állapotba – Massimo de Bernart közreműködésével.
A zene bizonyos értelemben archaikusnak tekinthető, sok vonást megőrzött a barokk operákból. Ilyen például a Curatius férfiszerep szopránnal való énekeltetése, vagy az áriák laza kötődése a tényleges cselekményhez, a barokkos kadenciák stb. Zenei elemzők felvetik, hogy noha az opera seria műfajú, számos részletében mégis vígoperai vonásokat lehet felfedezni. Ugyanakkor azonban Marcus és Horatia kettősét kora legismertebb drámai duettjeként tartották számon, Marcusnak a karaktere is kifejezetten hősi jellegű, de az opera nyitánya és nyitókórusa is méltóságteljes, és a mű egészének zenéje „komoly” operára jellemző.

## CD-ajánló
Curiatius – Daniela Dessy, Horatia – Katia Angeloni, Sabina – Tai-Li Chu Pozzi, Marcus Horatius – Mario Bolognesi, Publius Horatius – Giuseppe Fallisi, Főpap – Simone Alaimo, Augur – Giancarlo Tosi. Közreműködik: a San Remói szimfonikus zenekar, a Teatro dell'Opera Giocosa énekkara, vezényel: Massimo de Bernart. A felvétel helye és ideje: Savona, Teatro Chiabrera, 1983. november 2. Kiadás: 1988, Bongiovanni, GB 2021/22–2.